# Comunitat de Madrid
La Comunitat de Madrid (en castellà i oficialment, Comunidad de Madrid) és una comunitat autònoma d'Espanya situada al centre de la península Ibèrica i, dintre de la qual, al centre de la Meseta Central. Limita amb les províncies de Guadalajara, Conca i Toledo de Castella-la Manxa; i amb les d'Àvila i Segòvia de Castella i Lleó. La seva capital és Madrid, la qual també és la capital de l'Estat. Densament poblada —amb 816 hab/km² és la comunitat autònoma amb més densitat de població— té 6.549.979 habitants (INE 2018), concentrats principalment a l'àrea metropolitana.
Aquesta comunitat té una posició central a la xarxa de transports d'Espanya. Té una de les economies més importants de l'estat, condició motivada sobretot pel fet que n'és la capital. Després d'un creixement continuat durant l'última dècada, apropant-se a Catalunya —la primera economia de l'estat en PIB—, el 2009 el PIB de Madrid representava ja el 18% del PIB d'Espanya, segons l'Institut Nacional d'Estadística. Encara que, segons un estudi, ja és la 1a economia regional d'Espanya amb un PIB de 211.174,5 milions d'euros.
La conformació de l'actual comunitat autònoma va venir precedida d'un intens debat polític, en el context preautonòmic dels últims anys setanta. En un principi, es va plantejar la possibilitat que la província formés una comunitat autònoma al costat de les províncies de Guadalajara, Toledo, Conca, Albacete i Ciudad Real, si bé amb un estatut especial, ateses les seves especials condicions pel fet d'acollir la capitalitat de l'estat. L'any 1981, es va descartar finalment la seva incorporació a l'ens preautonòmic castellanomanxec, hereu de l'antiga regió de Castella la Nova, a la qual Madrid estava adscrita des del segle xix. El 1983 va ser aprovat el seu estatut d'autonomia, i així es constituí en l'actual comunitat autònoma amb la Vila de Madrid com a capital. La Comunitat de Madrid és uniprovincial; per tant no hi ha una diputació provincial.

## Toponímia
El nom de la Comunitat de Madrid prové de la província homònima que la constitueix i aquest del nom de la seva capital, i la capital de l'Estat, Madrid. Hi ha diverses teories quant a l'origen del nom de Madrid. Una teoria (més aviat llegenda o mitologia) suggereix que la ciutat va ser fundada per Ocno Bianor, fill del rei Tireni i rei de la Toscana i de Màntua, que la va anomenar Metragirta (per la deessa de la terra i filla de Saturn) o Mantua Carpetana, que amb el temps evolucionaria a Madrid. Altres suggereixen que el nom original de la ciutat era Ursa, "os" en llatí atès el gran nombre d'aquests animals que vivien als boscos adjacents el qual, amb l'arboç (madroño en castellà), han estat l'emblema de la ciutat des de l'edat mitjana. Una altra teoria diu que el nom de la ciutat data del segle ii aC quan l'Imperi Romà hi va establir un assentament a prop de la vora del riu Manzanares. El nom d'aquesta primera vila va ser Matrice, en referència al riu que creuava l'assentament.
No obstant això, històricament es té constància de la fundació de la fortalesa musulmana per l'emir Muhammad I, a finals del segle ix, amb el nom de Mayrit, de l'àrab مجريط; i que en castellà antic es coneixia com a Magrit, Magerit i Matrit. El nom sembla haver-se derivat de les nombroses séquies que portaven l'aigua al recinte i que es coneixien com a machrá (matrice en llatí), a la qual se'l va afegir el sufix -it (possiblement "lloc", i que per tant, vol dir "lloc que rep aigües abundants".

## Història

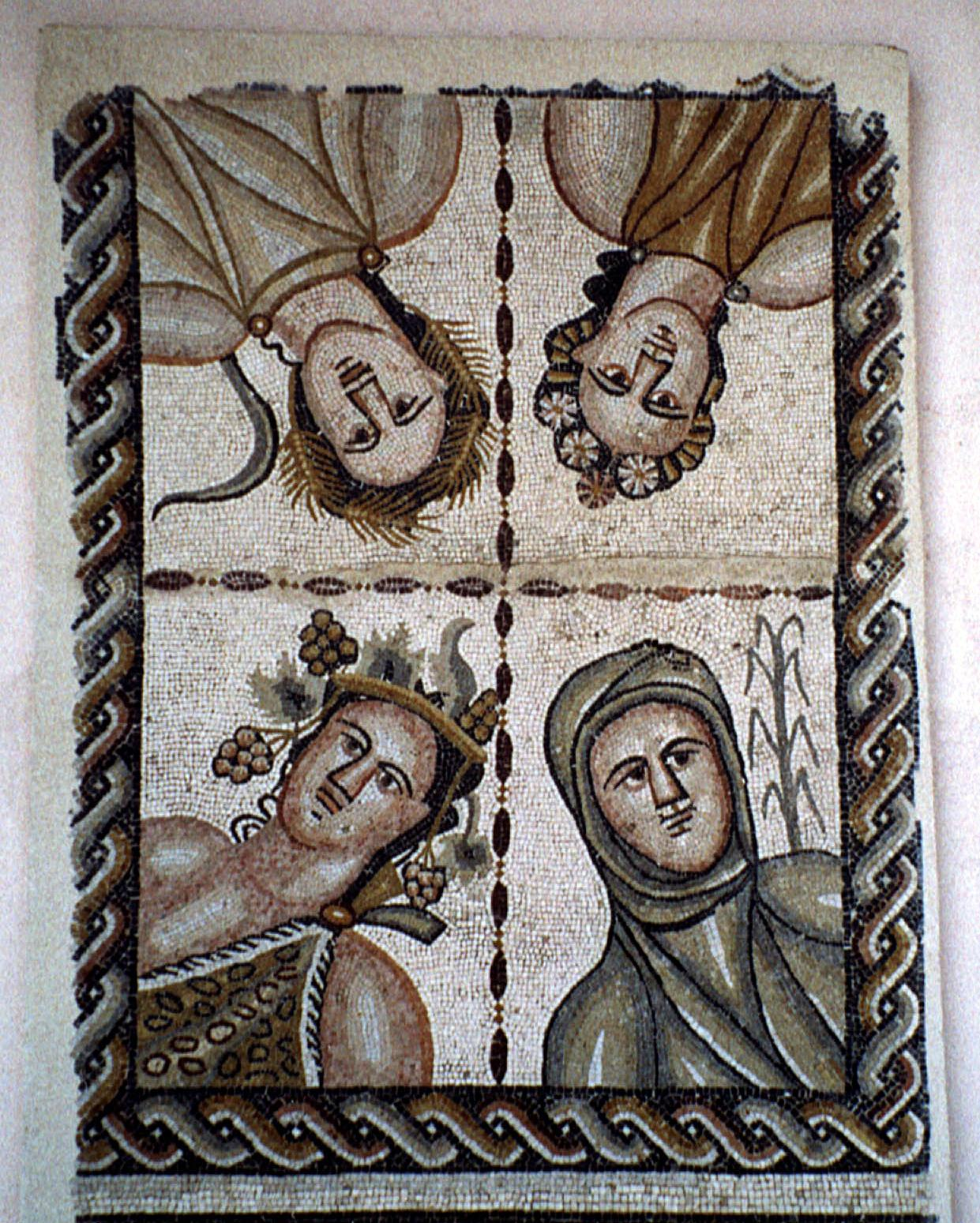
Mosaic romà trobat al jaciment de Complutum (Alcalá de Henares).

El territori de l'actual Comunitat de Madrid va ser una regió no gaire important durant l'Imperi Romà, llevat de la ciutat de Complutum, amb la categoria de municipi, per la qual creuava la calçada que connectava Tarraco amb Emerita Augusta. Durant l'època d'Al-Àndalus, s'hi va establir la fortalesa de Mayrit.
Cap a 1083 o 1085 Alfons VI de Lleó va reconquerir Madrid, llavors una plaça musulmana de frontera. Bernardo de Sedirac va prendre definitivament Qala't abd al Salam (Alcalá de Henares) el 1118, passant aquesta a dependre a partir de llavors de l'arquebisbat de Toledo.
Després de la conquesta cristiana de l'àrea, el territori va passar a mans del Regne de Castella. El territori concejil de Segòvia es va arribar a estendre durant l'Edat Mitjana al sud del Sistema Central, en territoris de la regió madrilenya actual, entrant en competició amb Madrid. El 1202 Madrid va obtenir un fur, de caràcter comunal, i la localitat, fins llavors un concejo reial, es va convertir en un concejo llibre. El 1348 el concejo de Madrid és substituït, igual que en altres ciutats castellanes, pel regimiento, que permetia un major control per part de la corona. Madrid, que havia albergat la celebració de les Corts de Castella en 1309 per primera vegada, es va convertir en ciutat amb vot permanent en Corts el 1435. Al llarg de l'Edat Mitjana, ja des de la mateixa conquesta cristiana, les terres de la regió van experimentar una tendència a la senyorialització del realengo, que es va reprendre al segle xiv amb la instauració de la dinastia Trastàmara, quedant a la fi del segle només Segòvia i Madrid com realengo.

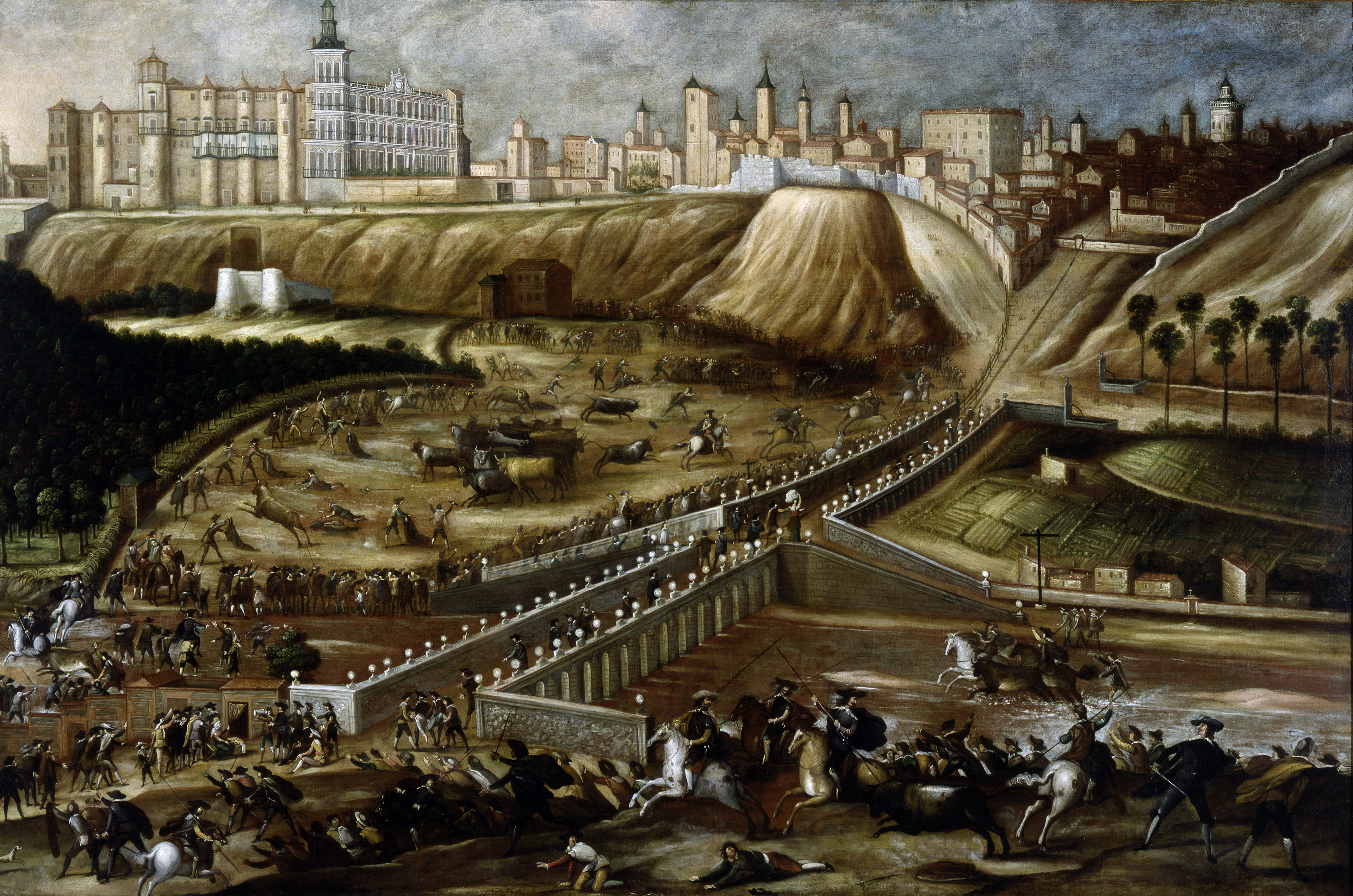
Vista del Reial Alcàsser de Madrid i l'entorn del pont de Segòvia el segle XVII

El 1561, el rei Felip II va instal·lar la seu permanent de la seva cort a la vila de Madrid, amb la qual cosa, la ciutat va créixer en població i importància per a la península.
El 1833 es va configurar el territori de la província de Madrid, amb la reorganització territorial de Javier de Burgos. Després de la reforma de 1833, un modest canvi en la delimitació de la província va tenir lloc el 1850: el petit municipi de Valdeavero, de 19 km², va passar a pertànyer de la província de Guadalajara a la província de Madrid el 1850.
La província de Madrid va formar part de la regió històrica de Castella la Nova. Durant el procés preautonòmic de finals de la dècada de 1970, va resorgir la rivalitat entre les ciutats de Toledo i Madrid; de fet, en el passat, aquesta rivalitat havia obstaculitzat la construcció d'una catedral a Madrid, i alhora la constitució de Toledo com a arquebisbat independent. El decret del règim preautònomic de Castella-la Manxa permetia la incorporació de la província de Madrid a la futura comunitat en condicions d'absoluta igualtat amb la resta de les províncies. El procés d'incorporació, tanmateix, no produiria un règim d'igualtat, atès que es buscava conservar un grau relatiu d'autogovern per a Madrid. Els representants castellans van oposar-s'hi; les províncies castellanomanxegues van optar per excloure Madrid de llur projecte d'autonomia. Per altra banda, Madrid no tenia vincles històrics amb la regió de Castella la Vella (l'actual Castella i Lleó), a més que aquesta s'afrontava a la separació de les províncies de La Rioja i Cantàbria que formarien comunitats uniprovincials.
Una altra opció, però poc atractiva i políticament complicada, era concedir a Madrid i la seva àrea metropolitana un Estatut especial, per tal de crear un ens similar a un districte federal, a l'estil del Districte de Columbia dels Estats Units o del Districte Federal que és la ciutat de Mèxic, en virtut del seu estatus com a capital de l'Estat espanyol.
Finalment, es va optar per la creació d'una comunitat autònoma el 1983. El procés final que va dur a la seva autonomia té característiques úniques, diferents als procés d'autonomia de la resta de les comunitats espanyoles, ja que l'article 143 de la constitució espanyola de 1978 requeria que les províncies que volguessin configurar-se com a comunitats autònomes tinguessin una "identitat regional històrica", que Madrid no tenia, en ser part de la identitat castellanomanxega. Per tant, Madrid va ser l'única província que va accedir a la seva autonomia per mitjà de l'article 144 que estableix que per motius d'interès nacional es pot constituir una comunitat autònoma malgrat que el seu territori no superi el d'una província i que no compleixi les condicions de l'article 143.
L'Estatut d'Autonomia va ser aprovat l'1 de març de 1983.2019 La província de Madrid es va constituir com a Comunitat Autònoma sota la Llei Orgànica 3/1983, del 25 de febrer (BOE 1-3-83) i amb la denominació de Comunitat de Madrid. Des del seu naixement han exercit la presidència de la regió Joaquín Leguina, del PSOE, Alberto Ruiz-Gallardón, Esperanza Aguirre, Ignacio González, Cristina Cifuentes i Ángel Garrido del PP.

## Geografia

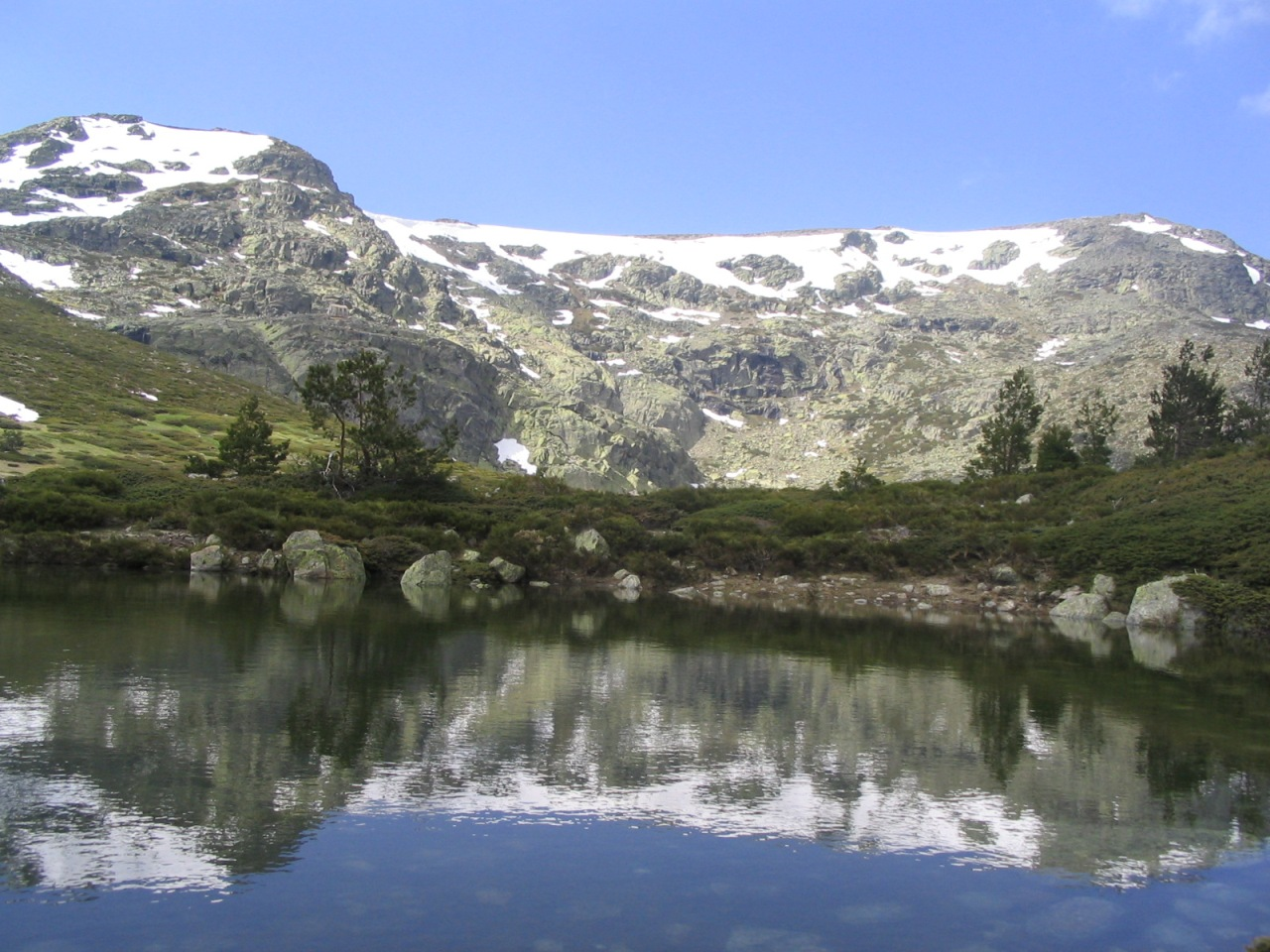
Parc Natural de Penyalara

La comunitat autònoma té una superfície de 8.028 km². Situada a l'altiplà central, la Serra de Guadarrama en marca el nord-oest, amb una sèrie de rius que la drenen tot duent aigua cap al sud fins a arribar al Tajo, que ressegueix el sud de la comunitat.
El relleu de la comunitat és bastant pla, ja que està emplaçada a la part nord de la Meseta Central, amb una altura mitjana d'aproximadament 650 m. Solament hi ha diversos turons d'escassa altura i petites valls a la zona sud-est. La Serra de Guadarrama i la Somosierra pertanyents al Sistema Central representen la zona muntanyenca de la comunitat, amb pics que superen els 2.000 m. Ambdues serres són a la part nord-oest i nord del territori. El pic més alt de la comunitat és Peñalara, amb 2.430 m.
El territori de la comunitat forma part de la conca del riu Tajo. Per tant, els rius més destacats són una sèrie d'afluents del Tajo que en el seu curs alt són rius de muntanya, i en el seu curs mitjà i baix, rius de plana, fins a desembocar-hi. El riu més important de la comunitat és el Jarama, que la travessa nord a sud, fins a desembocar en el Tajo. A l'orient s'hi troben els rius Lozoya, Guadalix i Manzanares, i a l'occident, des de la província de Guadalajara, arriben el riu Henares i el Tajuña. Tots ells són rius curts, d'escàs cabal. El riu Guadarrama i l'Alberche reguen les zones més occidentals de la comunitat, des de les muntanyes cap a la Vall del Tajo. L'aigua de la comunitat es considera una de les millors d'Europa gràcies a les condicions geològiques de la Serra de Guadarrama: unes muntanyes amb abundància de granit. Aquesta roca tan dura deixa molt pocs residus en els rius i fa que la puresa de l'aigua sigui molt elevada.
El clima de la comunitat és mediterrani continental. Els hiverns són frescos, amb temperatures inferiors als 8 °C, gelades nocturnes molt freqüents i nevades ocasionals (tres o quatre a l'any). Els estius són calorosos, amb temperatures mitjanes superiors als 24 °C al juliol i agost, i amb màximes que moltes vegades superen els 35 °C. L'oscil·lació diària és d'aproximadament de 10 °C. A les zones altes de la Serra de Guadarrama les temperatures són més baixes i les precipitacions més abundants, de neu a l'hivern i durant part de la primavera.

## Política i govern

### Les institucions d'autogovern

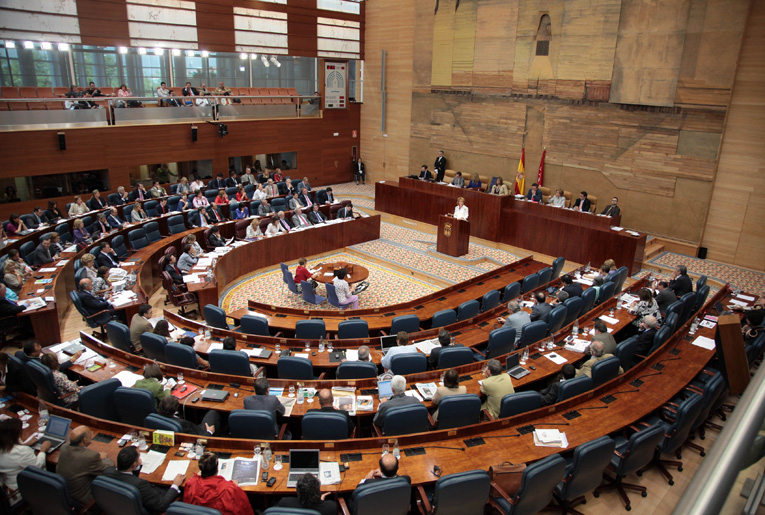
Hemicicle de l'Assemblea de Madrid

La Comunitat de Madrid va ser l'única província espanyola a accedir a la seva autonomia per mitjà de l'article 144 de la Constitució espanyola, en expressió de l'interès nacional i per les seves característiques socials, econòmiques, històriques i administratives. L'Estatut d'Autonomia va establir les següents institucions d'autogovern:
- l'Assemblea de Madrid: és l'òrgan sobre el qual recau la potestat legislativa de la comunitat i representant del poble Madrid. Els seus membres, els diputats, són elegits cada quatre anys per mitjà del sufragi universal segons el mètode de representació proporcional. La comunitat sencera conforma una sola circumscripció electoral; però el nombre total de diputats es determina amb el nombre actualitzat d'habitants: un diputat per cada 50.000 habitants o fracció superior als 25.000. Actualment està conformada per 111 diputats de grups parlamentaris, 5 consellers diputats (membres del Govern) i 9 consellers no diputats;[22]

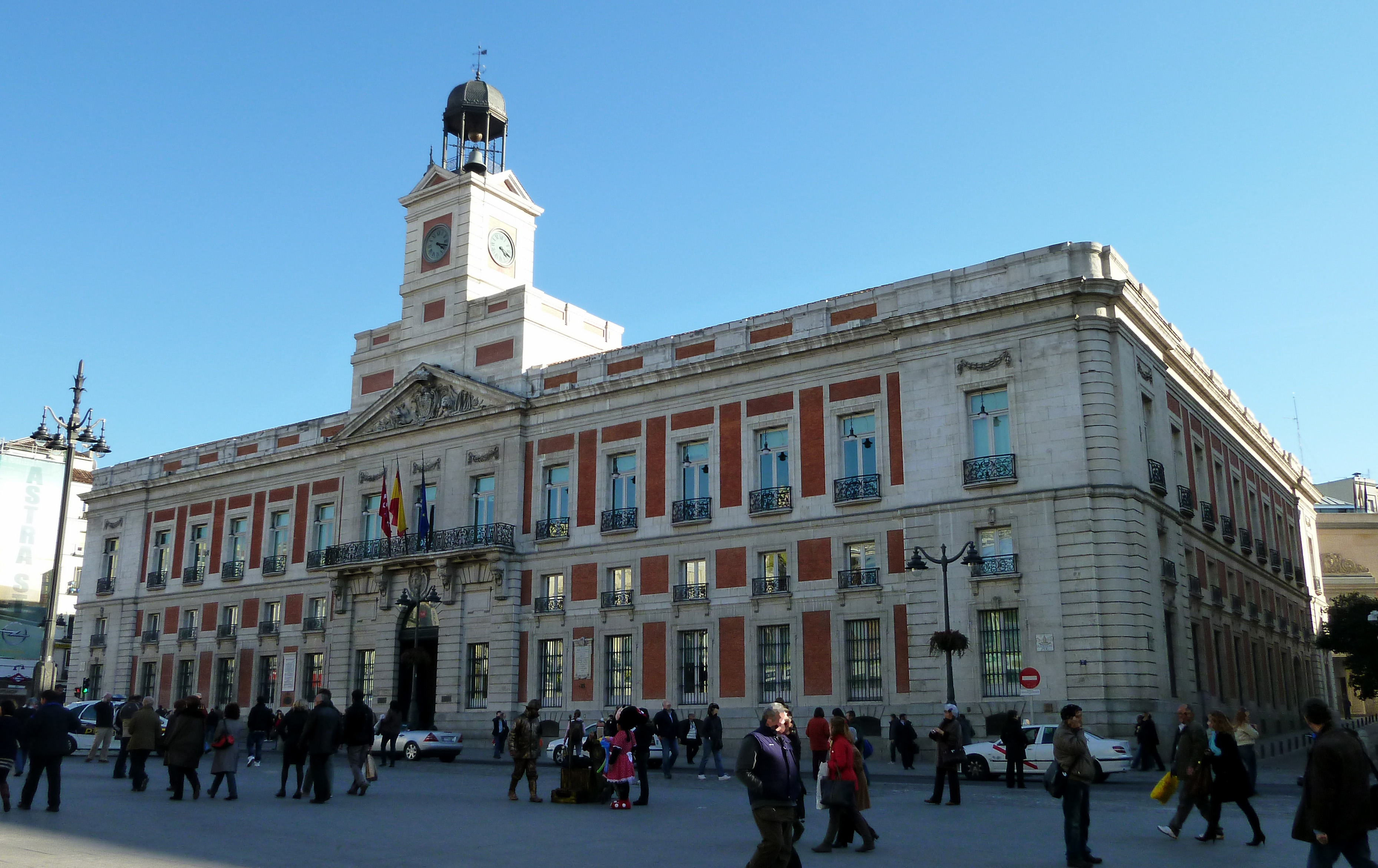
Reial Casa de Correus, seu de la Presidència de la Comunitat de Madrid

- el Govern de la Comunitat de Madrid: és l'òrgan col·legiat que dirigeix la política de la Comunitat de Madrid en les funcions executives i administratives. És integrat pel president, el(s) vicepresident(s) i els consellers. Els membres del Govern són nomenats i cessats pel president mateix. L'Estatut estableix que no és necessària la condició de diputat per a ser nomenat conseller o vicepresident del Govern; de fet els dos vicepresidents de l'actual legislatura no són diputats.
- el president de la Comunitat de Madrid: és el cap de l'executiu del Govern. Ostenta la suprema representació de la Comunitat de Madrid i l'ordinària de l'Estat espanyol dins la comunitat. Dirigeix l'activitat del govern i delega les funcions executives i representatives en els vicepresidents i la resta dels membres consellers del Govern. El president actual és Ángel Garrido, del Partit Popular.

### Divisions administratives
La Comunitat de Madrid és uniprovincial i per tant, no hi ha cap diputació. Administrativament, el territori es divideix en municipis administrats per ajuntaments amb plena personalitat jurídica i autonomia per a la gestió de llurs interessos interns. L'Estatut aprova l'agrupació voluntària de municipis per a la gestió dels serveis comuns i per a la coordinació d'actuacions de caràcter funcional o territorial.

## Economia

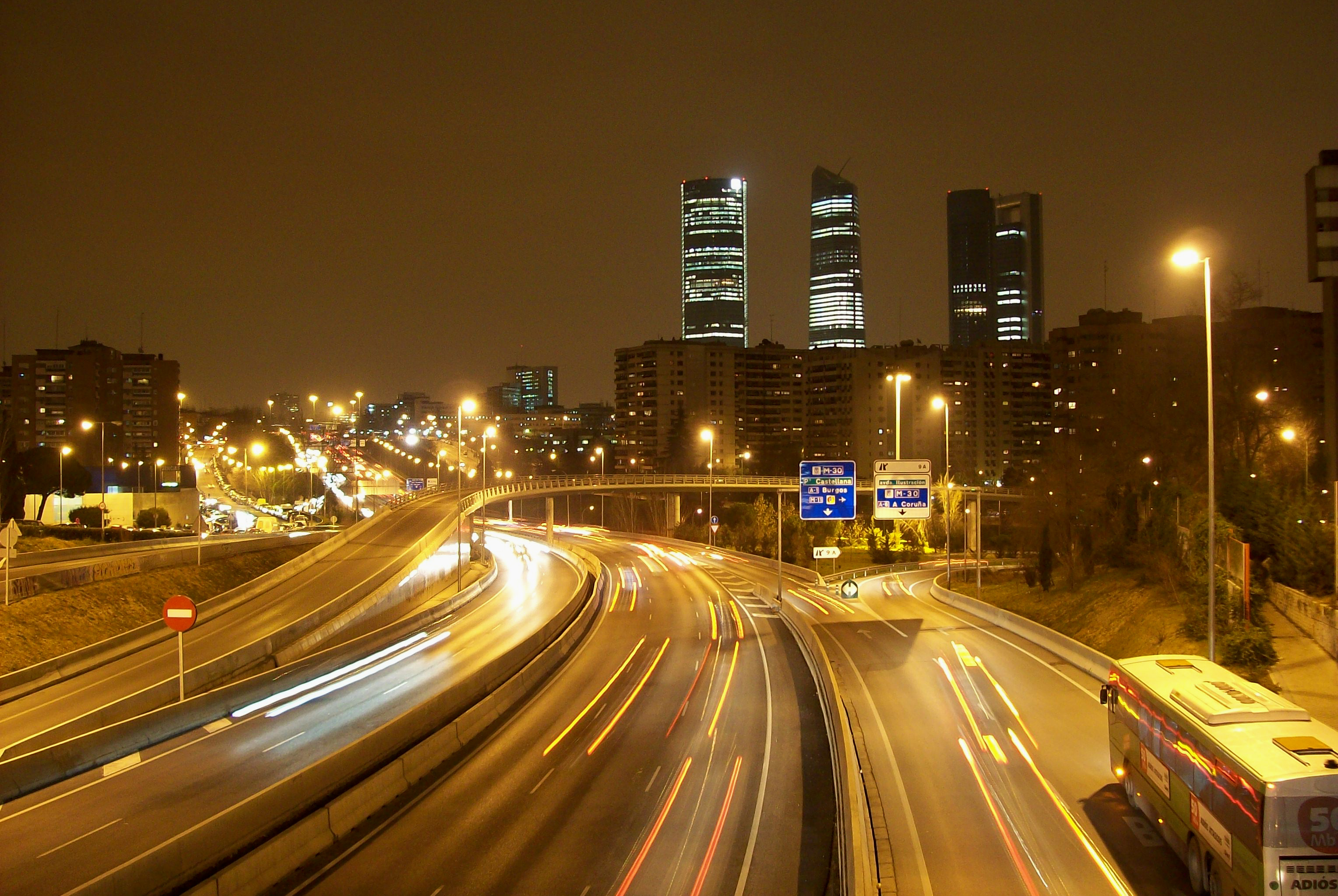
El CTBA i la M-607, a Madrid.

La Comunitat de Madrid és la comunitat autònoma amb la renda per capita més alta de l'Estat espanyol, de 28.850 euros, un 30,2% per sobre de la mitjana de l'Estat el 2006, seguida de les comunitats d'Euskadi, Navarra i Catalunya. El creixement econòmic de Madrid el 2006 va ser de 4,1%, lleugerament superior a la mitjana de l'Estat, de 3,9%. Entre el període de 2000 al 2004, Madrid va ser la novena regió europea en recepció de projectes d'inversió estrangera; i la segona de l'Estat, després de Catalunya. El 2006 la Comunitat de Madrid va ser la segona regió industrial de l'Estat i la segona en contribució al Producte interior brut de l'Estat; després de Catalunya, amb 172.607.951 EUR. En 2017 va ser la regió espanyola líder en inversió estrangera (el 61,1% del total).
La política fiscal aplicada per la Comunitat de Madrid en els seus àmbits competents —com l'impost sobre successions i donacions— és de baixa pressió fiscal, fet que ha suscitat crítiques que al·leguen una competència deslleial (dumping fiscal) que provocaria fuga de capitals i patrimonis des d'altres comunitats autònomes.

## Demografia
La població de la comunitat madrilenya ha crescut constantment des de començaments del segle xx: 775.034 hab. el 1900; 1.067.637 el 1920; 1.926.311 el 1950; 3.761.348 el 1970; 4.947.555 el 1991; 5.022.289 el 1996; 5.423.384 el 2001. El ritme frenètic de recepció poblacional dels anys 50-60 es va veure sensiblement reduït a partir de la crisi de 1975; així la població ha crescut prop de la mitjana nacional en els últims deu anys (7,2% contra 5,9% de mitjana). La llarga crisi econòmica ha incidit també en la perduda de pes específic del nucli de Madrid en el conjunt regional; la capital ha passat d'aglutinar el 95,7% de la població el 1970, a tan sols reunir el 62% de l'actualitat.
El seu creixement vegetatiu (4,5%), si bé se situa per sobre de la mitjana estatal (2,9%), no explica, per si sol, la gran concentració humana que hi ha a la regió i, molt especialment, a la seva capital i als voltants. El factor econòmic ha resultat decisiu en aquest cas, ja que Madrid ha estat des dels anys 50-60 un pol industrial de primera magnitud, que ha atret a un nombre molt important d'emigrants, procedents de les regions menys desenvolupades del país, i més recentment d'estrangers. Segons l'INE, el 2005 el 13,09% de la població era d'origen estranger, cinc punts percentuals per sota la mitjana espanyola de 8,47%. El 53% dels estrangers són iberoamericans, el 18,36% de l'Europa no comunitària, el 9,27% d'Àfrica del Nord i el 9,21% de la Unió Europea.
La gran majoria de la població de la comunitat es concentra a la capital i la seva àrea metropolitana, que —segons les diferents definicions aprovades— pot superar els 4,5 o els 5 milions d'habitants. Els deu municipis més poblats en són:
| Posició | Municipi          | Població (2017) |
| ------- | ----------------- | --------------- |
| 1       | Madrid            | 3.182.981       |
| 2       | Móstoles          | 206.589         |
| 3       | Fuenlabrada       | 194.669         |
| 4       | Alcalá de Henares | 194.310         |
| 5       | Leganés           | 187.720         |
| 6       | Getafe            | 178.288         |
| 7       | Alcorcón          | 168.141         |
| 8       | Torrejón de Ardoz | 128.013         |
| 9       | Parla             | 125.898         |
| 10      | Alcobendas        | 114.864         |

## Esports

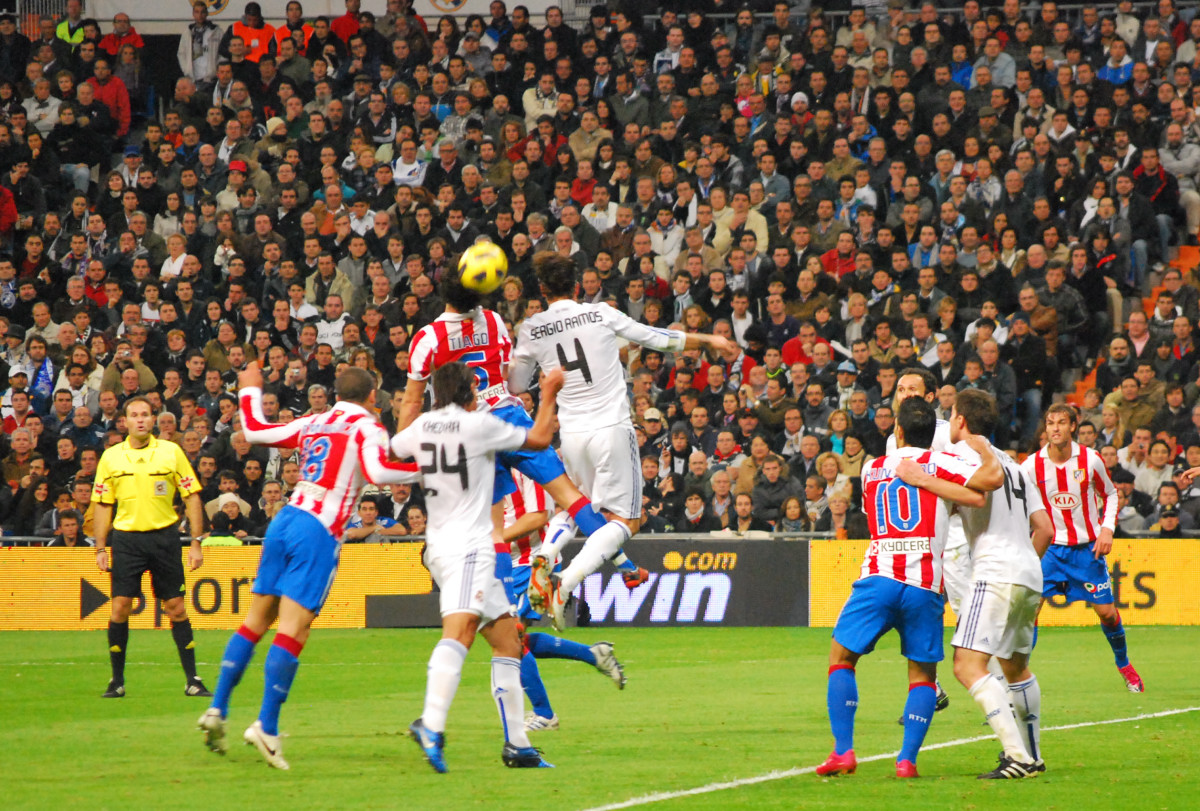
Partit entre el Reial Madrid i l'Atlètic de Madrid el 2010

El principal esport de la comunitat de Madrid, com ho és per a la resta d'Espanya, és el futbol. Els cinc equips de primera divisió amb seu a la comunitat són el Reial Madrid i l'Atlètic de Madrid —grans rivals des de fa moltes dècades—, el Getafe Club de Fútbol, el Rayo Vallecano i el Club Deportivo Leganés. Altres esports populars a la comunitat són el bàsquet, amb equips com ara el Reial Madrid, Estudiantes i Fuenlabrada; el ciclisme i el tennis.

## Símbols
La bandera i l'escut foren dissenyats per Santiago Amón i José María Cruz Novillo. Foren declarats símbols oficials amb la Llei de 23 de desembre de 1983.